# Èunous
Èunous (grec antic: Εὔνοος o Εὔνους) fou el cap els esclaus revoltats de Sicília durant la guerra dels esclaus, començada vers el 136 aC.
Era nascut a Apamea de Síria, i va esdevenir esclau d'Antígenes, un ric ciutadà d'Enna a Sicília. Va atreure la seva atenció, perquè segons Diodor passava per mag i era capaç de fer miracles, i fingia rebre en somnis ordres divines, sobretot de la deessa síria Atargatis, i era capaç de predir el futur. Quan profetitzava treia flames per la boca, cosa que produïa gran admiració. Segons l'historiador grec, aquest efecte el feia posant-se una nou de sofre a la boca. Durant els seus èxtasis tenia els cabells desordenats i aixecats, com una sibil·la.
Un dia fou consultat pels esclaus d'un ric ciutadà d'Enna, Damòfil, que els tractava amb excessiva duresa i havien planejat una revolta. Èunous els va prometre èxit i es va unir al seu intent. Reunits uns 400 esclaus van atacar sobtadament Enna i els esclaus de la ciutat se'ls van unir, fent-se amos de la ciutat. Es van cometre grans excessos i els lliberts de la ciutat van ser tots executats excepte alguns que Èunous coneixia i pels que va intercedir. La filla de Damòfil, que s'havia oposat sempre a les crueltats del seu pare, va ser tractada amablement i escortada amb seguretat fins a Catana.
Èunous havia profetitzat mentre era esclau que esdevindria rei i quan després de la conquesta d'Enna va ser escollit líder dels esclaus, va assumir el títol reial i el nom d'Antíoc. En aquest temps, Sicília tenia un gran nombre d'esclaus, majoritàriament sirians, molts dels quals ràpidament es van unir al seu compatriota i es van dirigir a Enna. El culte a Atargatis, una deïtat siriana equiparada a Demèter, el va establir a la ciutat Antíoc. S'ha trobat alguna moneda amb el seu nom.
Una revolta separada va esclatar al sud de l'illa dirigida per Cleó, un cilici, que va reunir cinc mil esclaus armats i va assolar el territori d'Agrigent; després es va unir Èunous, i va acceptar ser el seu lloctinent. La revolta no va parar de guanyar volada i els esclaus rebels van arribar a ser uns 20.000. Hi va haver altres revoltes a Itàlia del sud i fins i tot a l'Àtica.
Els pretors romans enviats amb exèrcits reduïts contra els rebels foren derrotats, i altres forces enviades contra els esclaus acabaren igualment derrotades. El 134 aC va ser enviat a l'illa el cònsol Gai Fulvi Flac, que tampoc va aconseguir el propòsit (la part principal de l'exèrcit romà estava ocupat a Numància), i a l'any següent (133 aC) el senat va enviar el cònsol Luci Calpurni Pisó Frugi que finalment va aconseguir derrotar els esclaus en una gran batalla prop de Messana. Tot seguit es va iniciar el setge d'Enna però no es va acabar perquè era un setge difícil i Roma bullia amb les propostes reformistes de Tiberi Grac.
A l'any següent (132 aC), el cònsol Publi Rupili va aconseguir ocupar Tauromènium i Enna, els dos principals quarters dels rebels. Quan Enna es va rendir a Perpenna, tribú militar de Rupili, Èunous va fugir amb els seus seguidors i es van refugiar a llocs muntanyosos i rocosos inaccessibles, però finalment fou capturat en una cova i portat davant de Rupili.
El cònsol no el va matar probablement per portar-lo a Roma per a celebrar el seu triomf, però va morir de malaltia (anomenada morbus pedicularis) a la presó de Morgàntia.
Encara que Diodor de Sicília el considerava un engalipador i sense cap gràcia personal, els seus èxits i el fet de tenir tants seguidors i tant de temps, així com algunes anècdotes conegudes de la seva vida mostren que era generós, actiu i capaç. La seva lluita fou l'origen d'una revolta posterior entre el 104 aC i el 101 aC, dirigida per Salvi Trifó i Atenió, i més tard de la gran revolta d'Espàrtac el 73-71 aC.